# 余永富
余永富（1932年9月30日—），河南南召人，选矿工程专家，中国工程院院士，现任武汉理工大学资环学院名誉院长。

## 履历
- 1956年，毕业于中南矿冶学院。
- 1995年，当选中国工程院院士。[1]